# Teoria del procés oposat de la visió en color
La teoria del procés oposat de la visió en color, proposada per Ewald Hering, contradeix la teoria tricromàtica de Young-Helmholtz, i va ser proposada per poder explicar com veiem el color. Es una teoria del color que estabelix que el sistema visual humà interpreta informació sobre el color processant senyals dels cons i bastonets de forma antagònica.
Els tres tipus de cons (L, M i S, sensibles a la llum vermella, verda i blava respectivament) tenen certa superposició en les longituds d’ona de la llum amb les quals reaccionen, per la qual cosa és més eficient pel sistema visual registrar les diferències entre les respostes dels cons. La teoria suggereix que hi ha tres canals oposats: vermell i verd, blau i groc i negre i blanc (l'últim tipus és acromàtic i detecta la variació entre la llum i la foscor o la luminància). Aquests colors oposats no es poden percebre mai junts: no hi ha un vermell verdós o un blau groguenc. Suggereix que la nostra capacitat per percebre el color està controlada per tres complexes receptors amb accions oposades.
Aquests tres complexes de receptors son el complex vermell-verd, el complex blau-groc i el complex blanc-negre. A més a més dels cons, que detecten la llum que entra a l'ull, la base biològica de la teoria de l'oponent involucra dos tipus més de cèl·lules: les cèl·lules bipolars i les cèl·lules ganglionars. La informació dels cons passa a les cèl·lules bipolars de la retina, que són les cèl·lules que en el procés de l'oponent transformen la informació dels cons. La informació passa després a les cèl·lules ganglionars, de les quals n'hi ha dues classes principals: capes magnocel·lulars o de cèl·lules grans i capes parvocel·lulars o de cèl·lules petites. Les cèl·lules parvocel·lulars, o cèl·lules P, maneguen la majoria de la informació sobre el color i es divideixen en dos grups: un que processa informació sobre les diferències entre la informació que reben els cons L i M, i un que processa les diferències entre els cons S i un senyal combinat dels dos cons L i M. El primer subtipus de cèl·lules és responsable de processar les diferències vermell-verd, i el segon processa les diferències blau-groc. Les cèl·lules P també transmeten informació sobre la intensitat de la llum gràcies als seus camps receptius.

## Història
Johann Wolfgang von Goethe va estudiar per primera vegada l'efecte fisiològic dels colors oposats en la seva Teoria dels colors del 1810. Goethe va col·locar la seva roda de colors simètricament perquè els colors diametralment oposats entre si en aquest diagrama són els que s'evoquen recíprocament en l'ull.
Ewald Hering va proposar la teoria del color de l'oponent el 1892. Va pensar que els colors vermell, groc, verd i blau són especials, ja que qualsevol altre color es pot descriure com una barreja d'ells, i que existeixen en parells oposats. És a dir, es percep vermell o verd i mai vermell verdós: encara que el groc és una barreja de vermell i verd a la teoria del color RGB, l'ull no ho percep com a tal. El 1957, Leo Hurvich i Dorothea Jameson van proporcionar dades quantitatives per a la teoria de l'oponent de color de Hering. El seu mètode es va anomenar cancel·lació de to. Els experiments de cancel·lació de to comencen amb un color (per exemple, groc) i intenten determinar quina quantitat del color de l'oponent (per exemple, blau) d'un dels components del color inicial s'ha d'afegir per eliminar qualsevol indici del component del color inicial.